# Louis Pesch
Louis Pesch (* 11. März 1904 in Diekirch; † 22. Februar 1959 in Grevenmacher) war ein luxemburgischer Radrennfahrer.

## Sportliche Laufbahn
Pesch war Teilnehmer der Olympischen Sommerspiele 1924 in Paris. Beim Sieg von Armand Blanchonnet im olympischen Einzelzeitfahren wurde er als 39. klassiert. Die Mannschaft Luxemburgs mit Pesch, Georges Schiltz, Nicolas Rausch und Jean-Pierre Kuhn kam in der Mannschaftswertung auf den 8. Platz.